# Château-Chervix
Château-Chervix település Franciaországban, Haute-Vienne megyében. Lakosainak száma 791 fő (2022. január 1.). Château-Chervix Vicq-sur-Breuilh, Coussac-Bonneval, Magnac-Bourg, Meuzac és Saint-Priest-Ligoure községekkel határos.

## Népesség
A település népességének változása:
| Lakosok száma | 794  | 798  | 812  | 799  | 798  | 800  | 798  | 802  | 791  |
|               | 2013 | 2015 | 2016 | 2017 | 2018 | 2019 | 2020 | 2021 | 2022 |